# James Lang
James Joseph „Jimmy“ Lang (* 20. März 1851 in Lennoxtown; † 14. Juli 1929 in Glasgow) war ein schottischer Fußballspieler. Er gilt als einer der ersten Profispieler, obwohl die Bezahlung der Spieler zu diesem Zeitpunkt illegal war.

## Karriere und Leben
James Lang wurde im Jahr 1851 in Schottland geboren. Vor seiner Fußballkarriere arbeitete er auf der Werft der John Brown & Company am Fluss Clyde in Glasgow, wo er 1869 durch einen Unfall auf einem Auge seine Sehkraft verlor. Seine Fußballkarriere begann Lang in Glasgow beim FC Eastern, von wo er später zum FC Clydesdale in den Süden der Stadt wechselte. Mit dem Verein erreichte er das erste schottische Pokalfinale von 1874 das mit 0:2 gegen den FC Queen’s Park verloren wurde. Im Jahr 1876 spielte er für den ehemaligen Armeeverein Third Lanark. In den späten 1870er Jahren wurden einige Schotten über die Grenze gelockt und erhielten aufgrund ihrer fortschrittlichen Spielweise den Spitznamen „Scotch Professors“. Auch Lang war darunter, sodass er unter Bezahlung im Jahr 1876 für The Wednesday aktiv war. Er wurde nicht direkt vom Verein bezahlt, sondern von einem Betrieb in der Schneidwarenindustrie die Walter Fearnehough einem der Direktoren gehörte. Im folgenden Jahr kehrte er vorerst zu Lanark zurück, mit dem er 1878 im schottischen Pokalfinale erneut verlor. 1879 ging er erneut nach Sheffield. Während dieser Zeit wurde er ein wichtiger Spieler für das Team, obwohl er nur auf einem Auge sehen konnte.
Lang absolvierte im Jahr 1876 und 1878 jeweils einen Einsatz für die schottische Fußballnationalmannschaft. Dabei erzielte er zwei Tore.